# Drętwa pawik
Drętwa pawik, drętwa elektryczna (Torpedo torpedo) – gatunek ryby chrzęstnoszkieletowej z rodziny drętwowatych (Torpedinidae).

## Występowanie
We wschodnim Atlantyku od południowej części Zatoki Biskajskiej do Angoli, także w Morzu Śródziemnym.
Występuje w płytkich wodach na piaszczystym lub mulistym dnie, wśród łąk morskich do 50 m głębokości. Dzień spędza zagrzebana w dnie, w nocy poluje.

## Cechy morfologiczne
Osiąga maksymalnie do 60 cm długości. Ciało spłaszczone grzbietobrzusznie o kształcie okrągłej tarczy z wyraźnie oddzielonym krótkim trzonem ogonowym. Skóra gładka. Oczy małe. Uzębienie: w górnej szczęce 18–33 zęby, w dolnej 15–26 zębów. Dwie płetwy grzbietowe, z których pierwsza jest większa znajdują się na trzonie ogonowym. Płetwy piersiowe są przyrośnięte, wyraźnie  oddzielone od siebie. Na każdym z boków znajduje się duży narząd elektryczny. 
Strona grzbietowa od jasno- do ciemnobrązowej, z od 1 do 7 (zwykle 5) plamami koloru niebieskiego, obwiedzionymi żółto lub czarno. Strona brzuszna biaława z ciemną obwódką.

## Odżywianie
Pokarm stanowią małe przydenne ryby oraz skorupiaki.

## Rozród
Ryba jajożyworodna. Czas rozwoju zarodka w zależności od temperatury wynosi 5–6 miesięcy. W miocie w zależności od wielkości samicy znajduje się od 3 do 21 młodych o długości 8 cm.

## Historia badań
Pierwszy opis Raja torpedo zapisany w języku polskim sporządził Krzysztof Kluk w 1780 roku w pracy Zwierząt domowych i dzikich, osobliwie krajowych [...]. W rozdziale O gadzie pływającym nazwał ją drętwikiem i zaliczył do rodzaju Rochy.